# Josep Ayala
Josep Manel Ayala (sinh 8 tháng 4 năm 1980) là một cầu thủ bóng đá Andorra, anh thi đấu ở vị trí tiền vệ cho Inter Club d'Escaldes. Ayala từng đá cho FC Santa Coloma, US Luzenac, CD Binéfar và FC Andorra. Anh ra mắt quốc tế năm 2002.

## Sự nghiệp quốc tế
Ayala từng là cầu thủ của Đội tuyển bóng đá quốc gia Andorra, ra sân 84 lần, trận đấu cuối cùng của anh là chiến thắng trước Hungary, cũng là chiến thắng thứ hai trong lịch sử đội tuyển quốc gia Andorra 